# Pakistan International 2004
Die Pakistan International 2004 im Badminton fanden vom 26. bis zum 30. November 2004 statt.

## Sieger und Platzierte
| Disziplin    | Gold                            | Silber                            | Bronze                         |
| ------------ | ------------------------------- | --------------------------------- | ------------------------------ |
| Herreneinzel | Jeffer Rosobin                  | Marleve Mainaky                   | Yuichi Ikeda                   |
| Herreneinzel | Jeffer Rosobin                  | Marleve Mainaky                   | Abhinn Shyam Gupta             |
| Dameneinzel  | B. R. Meenakshi                 | Sharada Govardhini                | Dewi Tira Arisandi             |
| Dameneinzel  | B. R. Meenakshi                 | Sharada Govardhini                | Dhanya Nair                    |
| Herrendoppel | Bagus Suprobo Stenny Kusuma     | Markose Bristow Jaison Xavier     | Mir Tahir Ishaq Ahmed Waqas    |
| Herrendoppel | Bagus Suprobo Stenny Kusuma     | Markose Bristow Jaison Xavier     | A. Pridhvi J. B. S. Vidyadhar  |
| Damendoppel  | Dhanya Nair Sharada Govardhini  | Pooja Shrestha Sumina Shrestha    |                                |
| Mixed        | Markose Bristow B. R. Meenakshi | Hendry Winarto Dewi Tira Arisandi | Mirza Ali Yar Beg Ayesha Akram |
| Mixed        | Markose Bristow B. R. Meenakshi | Hendry Winarto Dewi Tira Arisandi | Jaison Xavier Aditi Biswas     |